# Piérnigas
Piérnigas è un comune spagnolo di 39 abitanti situato nella comunità autonoma di Castiglia e León.